# Kola (film)
Kola (cz. Kolja) – czeski komediodramat z 1996 roku.

## Główne role
- Zdeněk Svěrák – František Louka
- Andriej Chalimon – Kola
- Libuše Šafránková – Klára
- Ondřej Vetchý – Brož
- Ladislav Smoljak – Houdek
- Silvia Šuvadová – Blanka
- Irina Livanova – Nadieżda

## Opis fabuły
Socjalistyczna Czechosłowacja, Praga, koniec lat osiemdziesiątych XX wieku. František Louka, 55-letni wiolonczelista, którego wyrzucono z filharmonii, utrzymuje się z grania w kościele i w domach pogrzebowych. Kiedy kolega proponuje mu fikcyjne małżeństwo z Rosjanką Nadieżdą, Louka stanowczo odrzuca tę propozycję. Jednak później, nie widząc innego sposobu rozwiązania swoich problemów finansowych zgadza się. Układ jest prosty – Nadia dostaje obywatelstwo, Louka pieniądze.
Po jakimś czasie Nadia ucieka do Niemiec. Babcia, która opiekowała się jej pięcioletnim synem Kolą, trafia do szpitala. Do domu Louki przychodzą pielęgniarze, którzy wieźli babcię do szpitala i przyprowadzają chłopca. Babcia umiera. Samotnik i stary kawaler musi nauczyć się odpowiedzialności za malca.

## Nagrody
Film zdobył w roku 1996:
- Oscara dla najlepszego filmu nieanglojęzycznego
- Złoty Glob dla najlepszego filmu nieanglojęzycznego